# Ascionana bathyalis
Ascionana bathyalis är en kräftdjursart som beskrevs av Michitaka Shimomura 2009. Ascionana bathyalis ingår i släktet Ascionana och familjen Paramunnidae.
Artens utbredningsområde är Filippinska sjön. Inga underarter finns listade i Catalogue of Life.